# Wendlandia philippinensis
Wendlandia philippinensis är en måreväxtart som beskrevs av John Macqueen Cowan. Wendlandia philippinensis ingår i släktet Wendlandia och familjen måreväxter. Inga underarter finns listade i Catalogue of Life.